# Arde Lucus

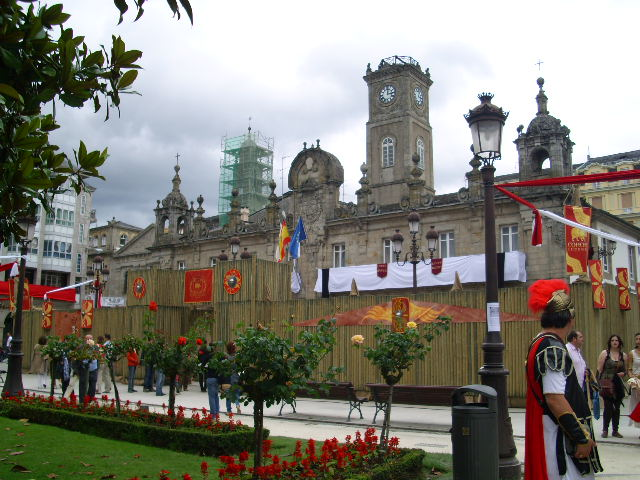
Fuerte romano en la Plaza Mayor de Lugo.

El Arde Lucus (también escrito como Arde Lvcvs) es una fiesta celebrada en Lugo a mediados del mes de junio que revive el pasado romano y castreño de la ciudad amurallada, y que surgió para conmemorar la fundación de la ciudad. La primera edición se celebró en el año 2002.
En el año 2017 ha sido declarada Fiesta de Interés Turístico Nacional y en sus últimas dos ediciones se llegaron a alcanzar cerca de un millón de participantes.

## Historia
Esta fiesta que intenta evocar a la antigua Lucus Augusti del siglo II, se comenzó a celebrar en el año 2002, creciendo año tras año el número de personas caracterizadas con las vestimentas típicas de la época y el número de visitantes, llegando en el año 2009 a los 460.000 participantes, dejando unos ingresos en la ciudad de alrededor de 10 millones de euros.[cita requerida]
El evento es coorganizado por el Ayuntamiento de Lugo, la Diputación Provincial de Lugo, la Asociación Española de Fiestas de Recreaciones Históricas y la Confederación Europea de Fiestas y Manifestaciones Históricas. Además cuenta con la colaboración de diversas asociaciones, como la Cohors III Lucensium, Caetra Lucensium, Civitas Lucensis, Terra Copora, Lugdunum, Trebas Galaicas, Lucus Equites, Tir Na N'og, la Cohors I Praetoria o Guardia Pretoriana, las Vestales de Lucus Agusti, los Mercenarios Galaicos y el SPQL (Senatus Populusque Lucencis o Senatus Lucus Agusti).[cita requerida]

## Actividades
Las actividades mezclan el pasado romano de la ciudad, que también "abre las puertas" a la celebración de los ritos celtas dentro de las murallas.
Entre las actividades destacadas se encuentran:
- Campamentos militares

Son una serie de campamentos que tienen que montar los propios participantes, ya sean grupos de particulares o asociaciones, donde los residentes del mismo bando deben vivir ataviados con las vestimentas y objetos típicos de la época. En su última edición, los campamentos fueron situados en el Carril das Estantigas, en el interior de la muralla. Además, cada campamento puede realizar sus propias actividades, siempre abiertas al público en general. Hay que señalar que los campamentos pueden ser tanto romanos coma galaicos.
- Bodas celtas

En esta actividad, las parejas se pueden casar por el antiguo rito celta, unión amorosa que durará hasta el año siguiente. Aquí, los enamorados pueden decidir si renuevan o no sus votos (concretamente es la mujer la que decide si quiere renovar la unión). Si el casamiento se renueva durante siete años seguidos, la unión pasa a ser definitiva. Como prueba de la celebración, los novios reciben un certificado de matrimonio.
- Macellum

Un mercado artesanal donde se ofrecen productos típicos de la época, además de espectáculos de magia, malabares y música.
- Circo romano

Situado en el Parque de Rosalía de Castro se celebran actividades rememorando a los antiguos circos romanos, con peleas de gladiadores o carreras de Bigas entre otras cosas.
- Quema de la muralla

En esta actividad se recrea el asedio a una ciudad romana, pero pese a su nombre, se celebra en el ya mencionado Parque de Rosalía y no en la muralla de la ciudad, contando con la participación de todas las asociaciones y múltiples voluntarios.
- Otras actividades

Además de las anteriores, destacan otras muchas actividades como las bacanales, la colocación de centinelas en las puertas de la muralla, batallas entre galaicos (celtas) y romanos, espectáculos de magia, desfiles con las caracterizaciones, concursos de disfraces, juegos romanos, peleas de gladiadores, diferentes actividades para divulgar as tradiciones galaicas (celtas) y romanas, cabalgatas, venta de esclavos, bodas romanas, instrucción militar romana por las calles de la ciudad, diferentes exhibiciones o los diferentes conciertos.